# Грб Тамбовске области
Грб Тамбовске области је званични симбол једног од субјеката Руске федерације са статусом области — Тамбовске области. Грб је званично усвојен 27. марта 2003. године.

## Опис грба
Званични опис грб Тамбовске области гласи:
На азурно плавом штиту, налази се слика кошнице боје сребра, те три једнаке пчеле изнад кошнице. Штит је крунисан са „традиционалном“ круном и окружен траком Ордена Лењиновог реда.